# バズ・バザード
バズ・バザード（英: Buzz Buzzard）は、1940年代から1970年代にウォルター・ランツ・プロダクションが制作したいくつかの映画に登場した架空のアニメーションキャラクターである。

## 歴史
バズはハゲタカを擬人化した詐欺師で、ウッディー・ウッドペッカーから金や食べ物を騙し取ろうとする。他の登場人物として、カウボーイ、カーニバルの呼び込み、ソーダ水を飲む人などで出演しているが、それでもウッディーにとっては厄介な存在であることに変わりはない。ウッディーの出演作品のほとんどにおいて、バズはウッディの主要な敵役であり、ワーナー・ブラザース・アニメーションの短編におけるバッグス・バニーに対するエルマー・ファッドや、同時代のディズニーのミッキーとピートのような関係をウッディーと結んでいた。
バズが初めて登場した作品は、1948年の『危険な保険』でウッディーの相手役を務めた時である。この作品は、短編アニメーションとしては初めて、また唯一、アカデミー歌曲賞にノミネートされた作品であり、この時、バズはウォーリー・ウォーラスに代わって、ウッディーの主要な敵役として登場していたと言える。1940年代にはキャラクター俳優のライオネル・スタンダーが声を担当し、1950年代にはダラス・マッケノンがその役を引き継いだ。バズは1950年代半ばまでウッディーの短編に登場し続け、最終的にはダッパー・デンバー・ドゥーリー、後にはギャビー・ゲイターがウッディ・ウッドペッカーのライバルとして登場した。『Bunco Busters』は、1969年の『Tumble Weed Greed』までウッディーの劇場用アニメに登場する最後の作品となったが、バズはその後もランツのコミック本やその他のライセンス商品に登場している。14年間の劇場休止期間中、バズは1964年のテレビスペシャル『Spook-a-Nanny』に登場した。ただし、「Spook-a-Nanny」ではドーズ・バトラーが声を担当していた。
ベストや5時方向の影が消えたり、羽根の色が違ったり、頭の羽根が完全に消えたり、散発的に現れたりと、キャラクターの外見は歴代で大きく変化している。

## 日本語版声優
- 不明（日本テレビ版）
- 野沢那智（フジテレビ版）
- 竹本英史（テレビ東京版）
- 岩崎ひろし（ビデオ版）
- 宮崎敦吉（youtube版）

## 登場作品

### 短編作品
- 危険な保険　(Wet Blanket Policy)（英語版）（1948年8月27日）
- 保安官ペッカー　(Wild and Woody!)（英語版）（1948年12月31日）
- 一枚の銀貨　(Drooler's Delight)（英語版）（1949年3月25日）
- ペッカー西部をかける　(Puny Express)（英語版）（1951年1月22日）
- キツツキの射撃大会　(Slingshot 6 7/8)（英語版）（1951年7月23日）
- Destination Meatball（英語版）（1951年12月24日）
- 駅馬車泥棒　(Stage Hoax)（英語版）（1952年4月21日）
- トサカを狙え　(Scalp Treatment)（英語版）（1952年9月18日）
- ペッカーの魔術師　(The Great Who-Dood-It)（英語版）（1952年10月20日）
- Buccaneer Woodpecker（英語版）（1953年4月20日）
- 森林攻防戦　(Operation Sawdust)（1953年6月15日）
- Belle Boys（英語版）（1953年9月14日）
- Hypnotic Hick（英語版）（1953年9月26日）
- Hot Noon (or 12 O'Clock for Sure)（英語版）（1953年10月12日）
- Socko in Morocco（英語版）（1954年1月18日）
- Alley to Bali（英語版）（1954年3月15日）
- Real Gone Woody（英語版）（1954年9月20日）
- Bunco Busters（英語版）（1955年11月21日）
- Tumble Weed Greed（英語版）（1969年6月1日）
- Ship A'hoy Woody（1969年8月1日）
- Flim Flam Fountain（1971年1月5日）
- Indian Corn（1972年1月1日）
- Show Biz Beagle（1972年6月1日）
- The Genie with the Light Touch（1972年8月1日）

### その他
- 1987年に公開された大ヒット映画『ラ★バンバ』では、イーサイ・モラレスがボブ・バレンズエラを演じ、バズが登場した。
- 『ロジャー・ラビット』にカメオ出演する予定だったが、理由は不明のまま降板した。
- マーク・ハミルが声優を務める『ニュー・ウッディー・ウッドペッカー・ショー』のレギュラーキャラクターとして再び登場する。
- ケビン・マイケル・リチャードソンが声優を務める2018年の『ウッディ・ウッドペッカー』ウェブシリーズに登場する。彼にはベロニカという恋敵がいる[4]。
- ウッディー・ウッドペッカーのビデオゲームには、バズが登場するものもあった[5]。